# Eumerus nanus
Eumerus nanus är en tvåvingeart som beskrevs av Mutin 1999. Eumerus nanus ingår i släktet månblomflugor, och familjen blomflugor. Inga underarter finns listade i Catalogue of Life.